# Jucancistrocerus consimilis
Jucancistrocerus consimilis är en stekelart som först beskrevs av Moravitz 1895.  Jucancistrocerus consimilis ingår i släktet Jucancistrocerus och familjen Eumenidae. Inga underarter finns listade i Catalogue of Life.